# Gibbaranea nanguosa
Gibbaranea nanguosa là một loài nhện trong họ Araneidae. Loài này được tìm thấy ở Trung Quốc. Loài này được miêu tả khoa học năm 1996